# باتاغونيا (شركة)
باتاغونيا هي شركة ملابس أمريكية أسسها إيفون شوينارد عام 1973 ويقع مقرها الرئيسي في فينتورا، كاليفورنيا. تُدير الشركة متاجر في أكثر من 10 دول حول العالم بالإضافة إلى مصانع في 16 دولة.